# Квадрат с петлями

Символ ⌘ на шведском дорожном знаке (№ 1.9.2.30) для национального наследия

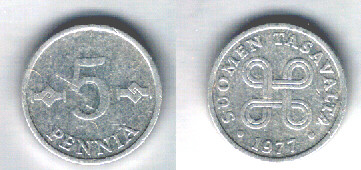
Символ ⌘ на финской монете 5 пенни 1977 года

Квадрат с петлями (⌘) — символ, выглядящий как квадрат с петлями снаружи на углах. Его так называют, например, в работах, посвящённых Миссисипской культуре. Также известен как символ достопримечательности, когда используется как информационный символ по практике, начатой в северных странах в конце 1960-х годов. Этот символ также известен под названиями герб Сент-Джона или крест Святого Ханнеса (связан с швед. sankthanskors, дат. johanneskors и фин. hannunvaakuna), петля Горгоны и символ командной клавиши при его использовании для обозначения клавиши ⌘ Command на клавиатуре Apple.
Это древний символ, использовавшийся несколькими культурами, но сегодня остаётся в общем пользовании. Он относится к классу символов, которые в Норвегии называются валкнут.

## Древнее использование
Символ появляется на ряде древних объектов в Северной Европе. Он изображён на камне из Хаблингбо, Готланд, Швеция, который был создан между 400 и 600 годами н. э.
Также похож на традиционную геральдическую эмблему под названием узел Боуэна.
В Финляндии этот символ рисовали или вырезали на домах, сараях и домашней утвари, такой как посуда, чтобы защитить их и их владельцев от злых духов и невезения. Древнейший сохранившийся пример — 1000-летняя (финский дохристианский период) пара деревянных лыж, украшенных этим символом.
Квадрат с петлями также появляется на артефактах Миссисипской культуры юго-восточных США.

## Современное использование

Герб коммуны Лёдинген

В наше время символ используется в Норвегии, Швеции, Финляндии, Исландии, Дании, Германии, Эстонии, Латвии, Литве, Украине, Белоруссии для обозначения мест, представляющих культурный интерес, начиная с конца 1960-х годов в Скандинавских странах. Есть современное мнение, что он был выбран из-за сходства с видом сверху на Боргхольмский замок; однако, этот символ широко представлен в Скандинавских артефактах, которые старше этого замка на несколько столетий. На гербе норвежской коммуны Лёдинген изображён похожий символ, имеющий пятиугольную форму (норв. femsløyfet valknute).
Позже этот символ начал использоваться на клавиатурах Apple для обозначения клавиши ⌘ Command.

## Кодировки
В Юникоде занимает кодовую позицию U+2318 и расположен в блоке Разные технические знаки.

## Галерея

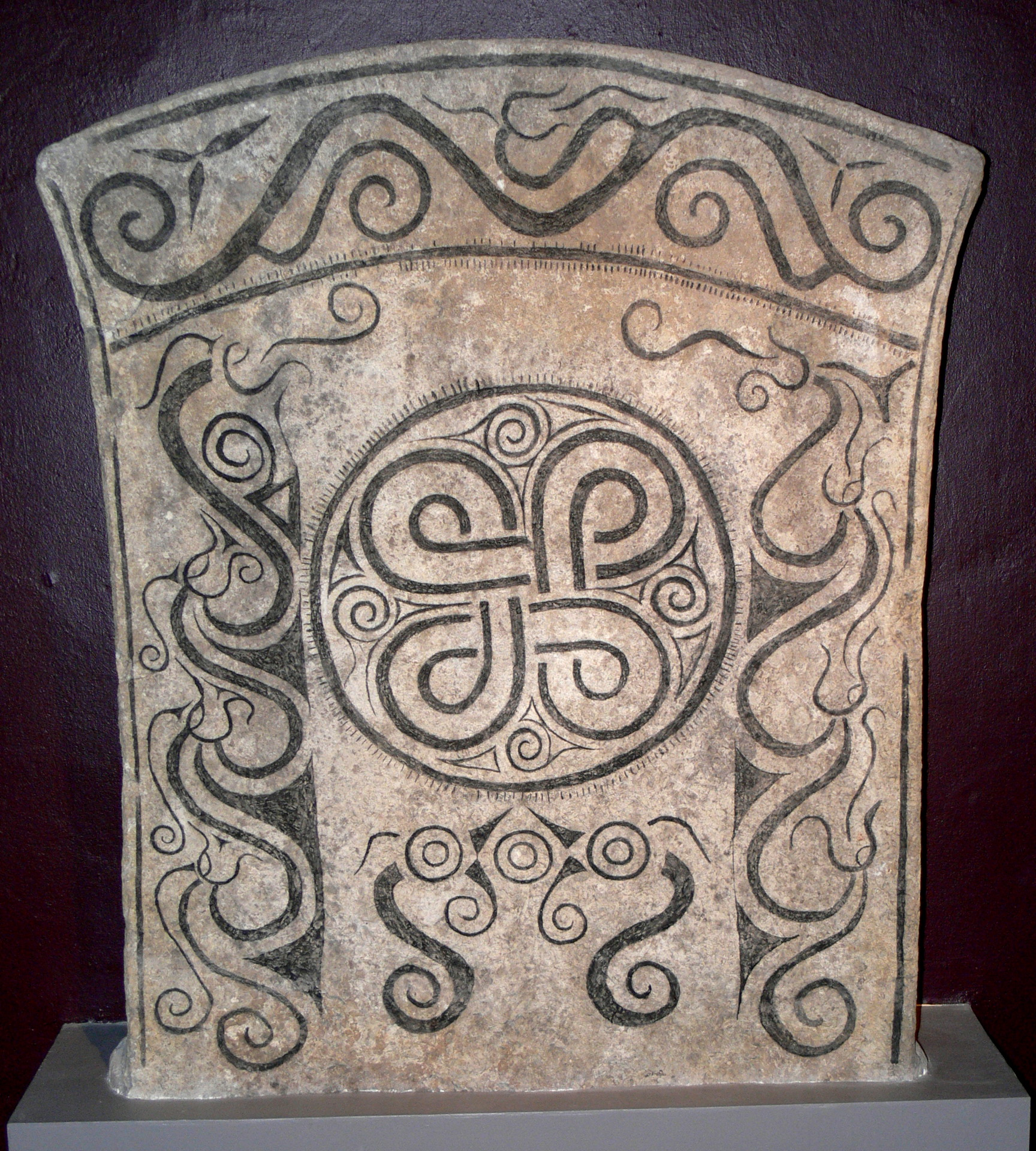
Камень времён Великого переселения народов из Хэвора, Хаблингбо, Готланд; Музей Готланда, Висбю
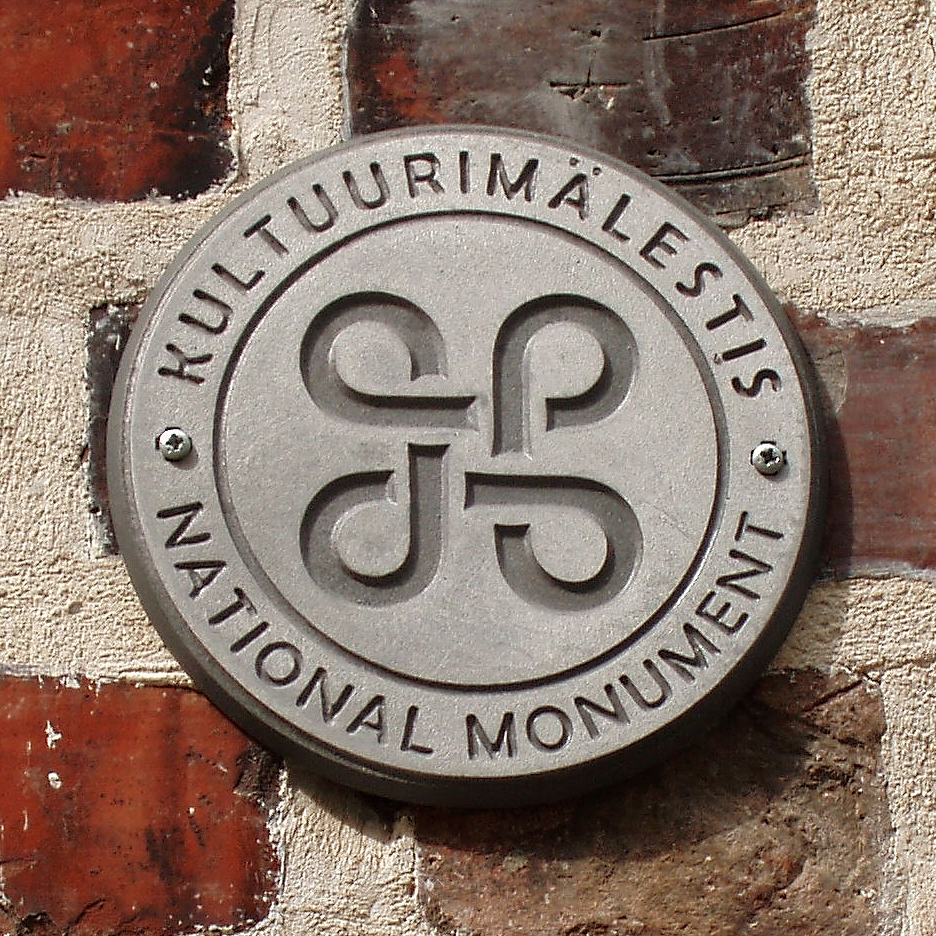
Обозначение эстонских памятников культурного наследия
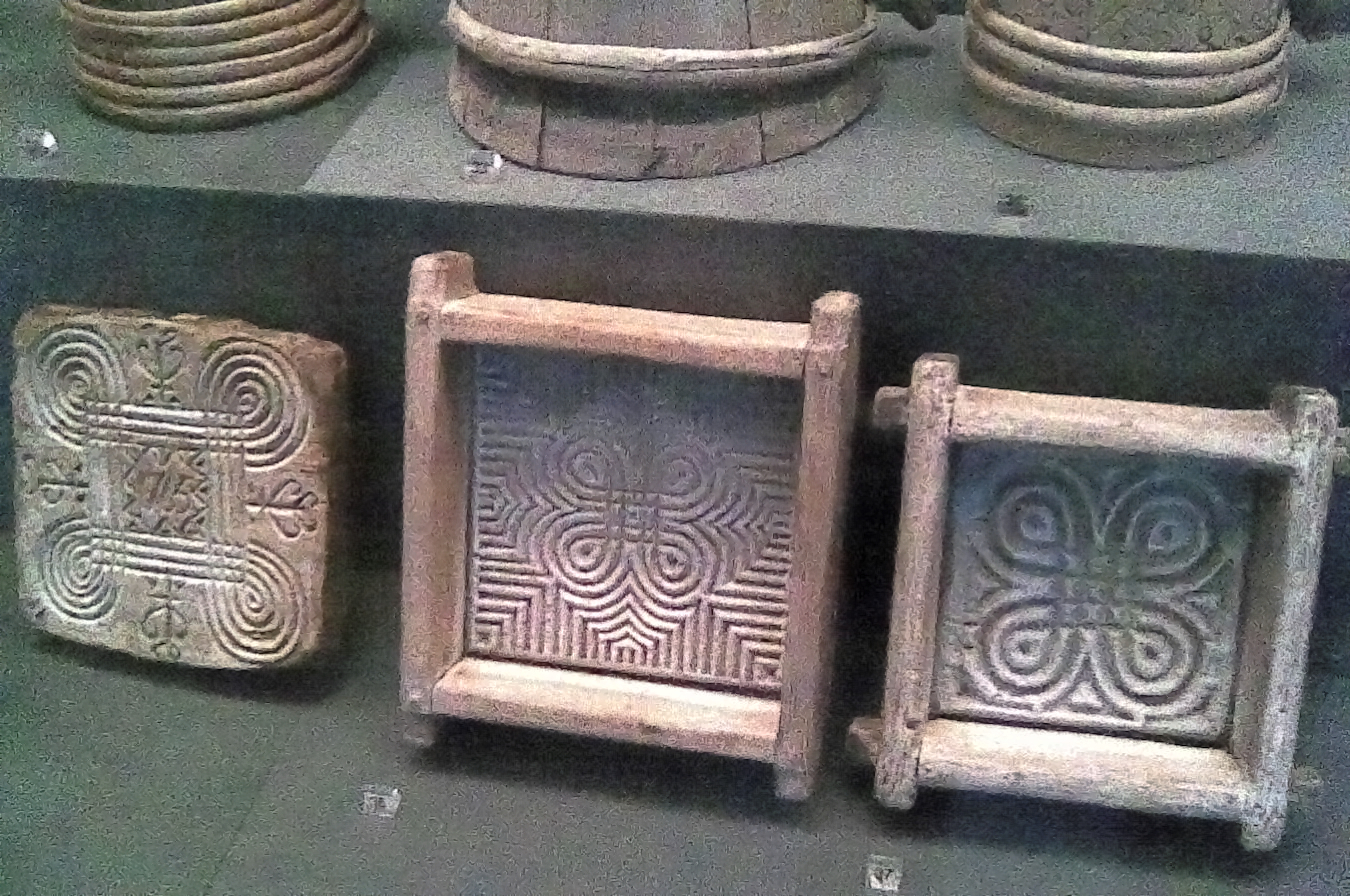
Формы для сыра в Национальном музее Финляндии, Хельсинки
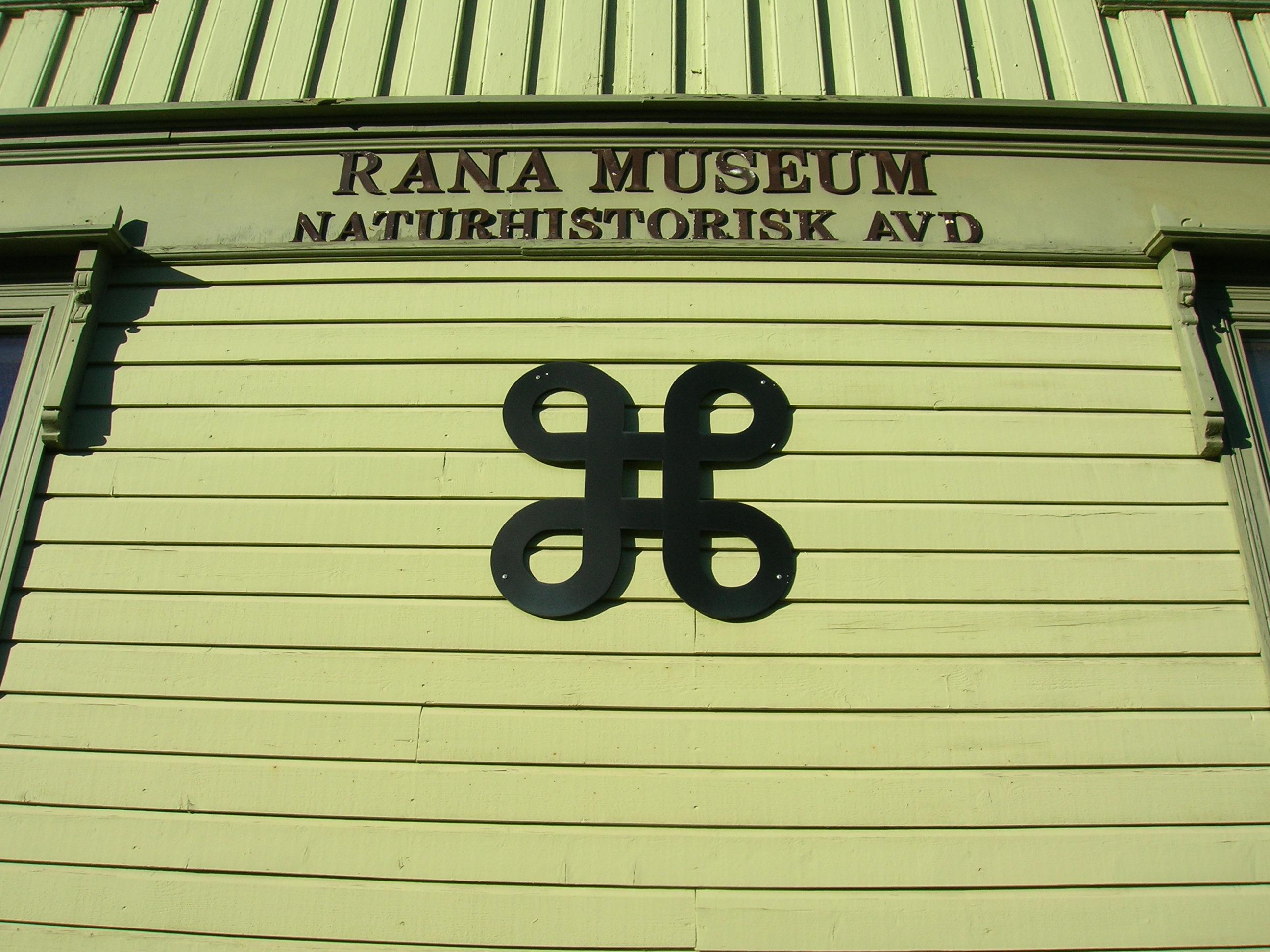
Символ ⌘, Музей Рана, Норвегия
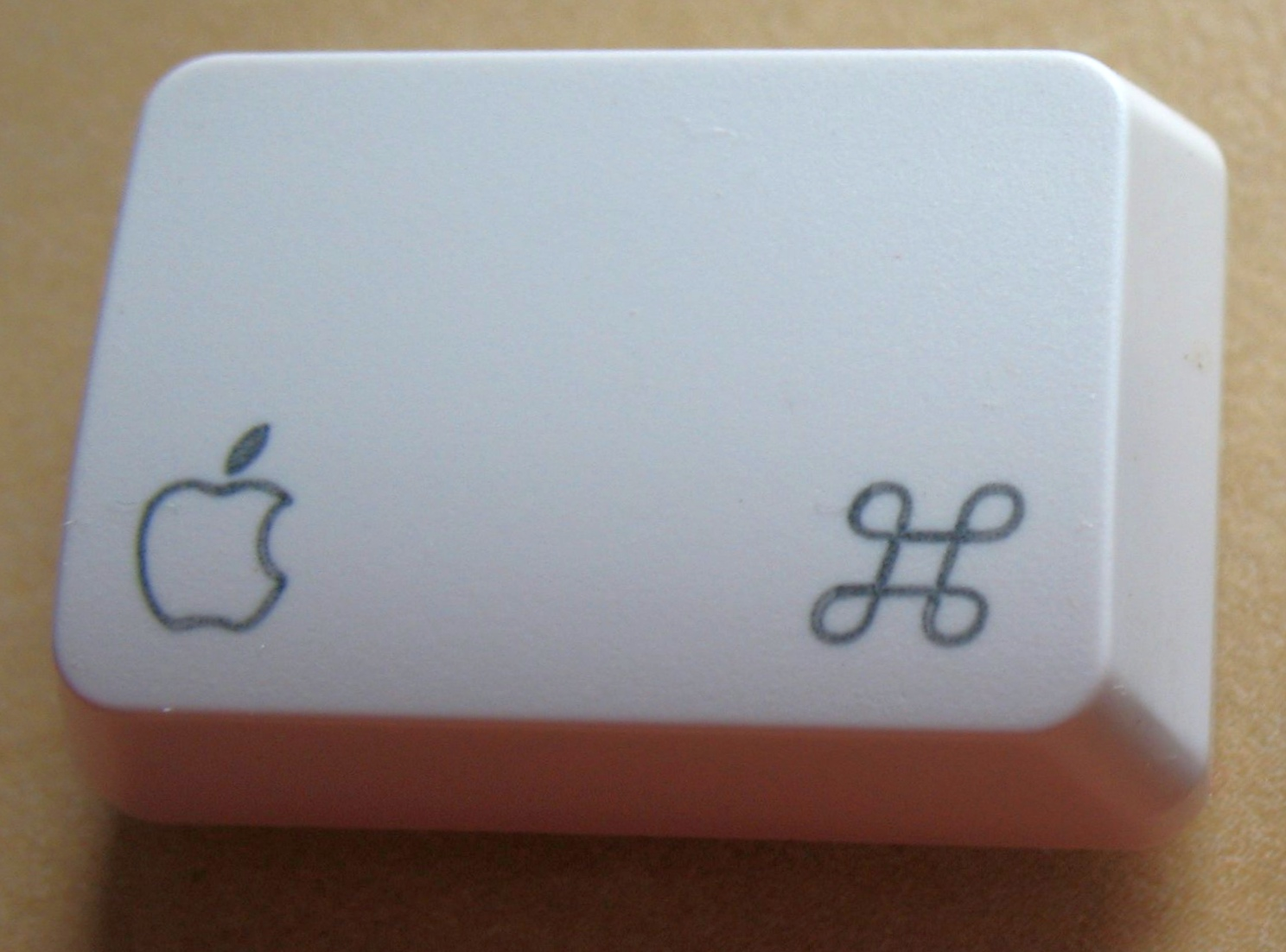
Клавиша Command на клавиатуре Apple